# Kriken, Strängnäs kommun
Kriken är en bebyggelse sydost om Strängnäs i Strängnäs kommun. Från 2015 till 2023 avgränsade SCB här en småort.